# Santa Maria de l'Assumpció de Benifallet
Santa Maria de l'Assumpció de Benifallet és una església barroca de Benifallet (Baix Ebre) protegida com a Bé Cultural d'Interès Local.

## Descripció
És un difici aïllat, d'una sola nau, amb contraforts i capelles laterals. La façana és de composició simètrica, amb un cos central on es troba la porta d'accés a l'església, amb un arc de mig punt, elements decoratius molt sobris i l'arrencada de dues torres. Una de les torres no va arribar a aixecar-se i l'altra va ser restaurada després de la Guerra Civil, on es troba el campanar. La coberta és de teules, a doble vessant. Sobre l'entrada hi ha un rosetó i finestres laterals en cada una de les capelles.